# American Cyborg
Pour plus de détails, voir Fiche technique et Distribution.
American Cyborg (American Cyborg: Steel Warrior) est un film américain réalisé par Boaz Davidson (en), sorti en 1993.

## Synopsis
Dans un monde post-apocalyptique, les humains sont devenus stériles ; seule une femme a réussi à faire naître un enfant. Mais elle est poursuivie par un robot tueur.

## Fiche technique
- Titre français : American Cyborg
- Titre original : American Cyborg: Steel Warrior
- Réalisation : Boaz Davidson
- Scénario : Bill Crounse, Brent V. Friedman & Don Pequignot
- Musique : Blake Leyh
- Photographie : Avraham Karpick
- Montage : Alain Jakubowicz
- Production : Allan Greenblatt & Mati Raz
- Société de production : Global Pictures
- Société de distribution : Cannon Films
- Pays :  États-Unis
- Langue : anglais
- Format : Couleur - Dolby Stereo - 35 mm - 1.85:1
- Genre : science-fiction
- Durée : 94 min
- Date de sortie :
  - États-Unis : 7 janvier 1994

## Distribution
- Joe Lara (VF : Patrick Osmond) : Austin
- Nicole Hansen : Mary
- John Ryan : Le cyborg
- Joseph Shiloach : Akmir
- Uri Gavriel : Leech
- Hellen Lesnick (VF : Pascale Vital) : Carp
- Andrea Litt (VF : Nathalie Spitzer) : Arlene
- Jack Widerker : Dr Buckley
- Eric Storch (VF : Marcel Guido) : Le charognard
- Kevin Patterson : Le coureur
- P.C. Frieberg : Le vieil homme
- Nicole Berger : La prostituée
- Allen Nashman : Le scientifique
- Jack Adalist : Le voyou
- David Milton Johnes : Le paramédical